# Hermann von Tappeiner

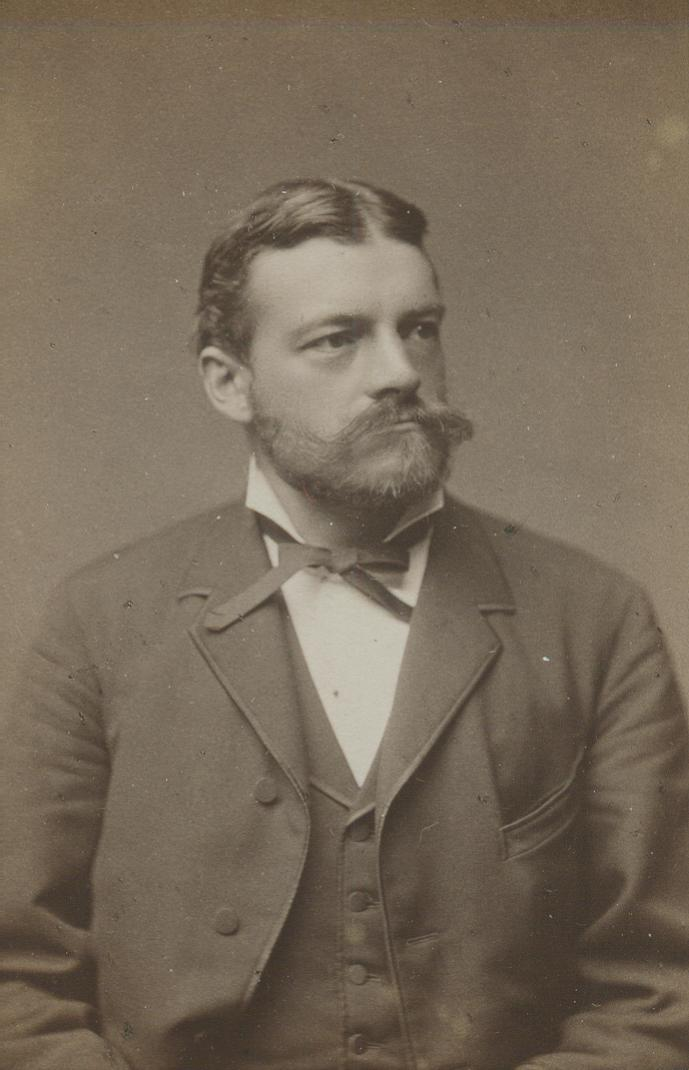
Hermann Tappeiner (1886)

Hermann Anton Joseph Franz Xaver Tappeiner, ab 1899 Tappeiner Edler von Tappein (* 18. November 1847 in Meran; † 12. Januar 1927 in München), war ein österreichischer Mediziner und Pharmakologe.

## Leben
Hermann Tappeiner war der Sohn des Arztes, Botanikers und Anthropologen Franz Tappeiner (1816–1902).
Er studierte Medizin an der Universität Innsbruck. 1868 wurde er im Corps Athesia aktiv. Als Inaktiver wechselte er an die Georg-August-Universität Göttingen, die Universität Leipzig, die Ruprecht-Karls-Universität Heidelberg und die Eberhard Karls Universität Tübingen. In Leipzig war er an der Physiologischen Anstalt von Carl Ludwig tätig und wurde 1872 zum Dr. med. promoviert. 1877 habilitierte er sich für Physiologie an der Universität München bei Carl von Voit. Von 1879 bis 1887 lehrte er als Professor für Physiologie und Diätetik an der Königlichen Central-Thierarzneischule München. 1887 wechselte er auf den neu geschaffenen Lehrstuhl für Pharmakologie der Medizinischen Fakultät der Universität München. 1888 wurde er zum Mitglied der Leopoldina gewählt. Ab 1893 war er ordentlicher Professor für Pharmakologie und Leiter des Instituts für experimentelle Pharmakologie an der Nussbaumstraße 28. Am 22. April 1893 hielt er seine Eröffnungsrede Ueber die Entwicklung und die Aufgaben der Pharmakologie. 1923 wurde er im Alter von 72 Jahren emeritiert.
In seiner Forschungsarbeit beschäftigte er sich unter anderem mit der Resorption und der Rolle der Darmbakterien, mit der Wirkung von Rhodotorula mucilaginosa als einhüllendes Mittel, mit der Giftigkeit des Fluornatriums durch Fütterungsversuche mit Hunden und mit der Sensibilisierung einzelner Zellen und ganzer Organismen gegen sichtbare Strahlen durch photodynamische Stoffe (Photodynamische Therapie).
Hermann von Tappeiner war seit 1882 mit Elisabeth Charlotte Laura Anna Ziemssen (1861–1959) verheiratet. Er starb mit 79 Jahren und wurde auf dem Waldfriedhof (München) beigesetzt.

## Ehrungen
- Geheimer Medizinalrat
- Nobilitierung (erblicher Adel) durch Otto von Bayern (1899)

## Schriften
- Über die Zersetzung des Eiweißes unter der Einwirkung des übermangansauren Kalis. In: Arbeiten aus der Physiologischen Anstalt zu Leipzig. Band 6, 1871, S. 57–59 (Ansicht auf vlp.echo.mpiwg-berlin.mpg.de).
- Über den Zustand des Blutstroms nach Unterbindung der Pfortader. In: Arbeiten aus der Physiologischen Anstalt zu Leipzig. Band 7, 1872, S. 11–64 (Ansicht auf vlp.echo.mpiwg-berlin.mpg.de).
- Über die Oxydation der Cholsäure mit saurem chromsauren Kali und Schwefelsäure. Habilitationsschrift. Universität München 1877. Oldenbourg, München 1877.
- Ueber die Resorption der gallensauren Salze im Dünndarme. In: Ludwig von Buhl (Hrsg.): Mittheilungen aus dem pathologischen Institut zu München. Enke, Stuttgart 1878.
- Lehrbuch der Arzneimittellehre und Arzneiverordnungslehre. Unter besonderer Berücksichtigung der deutschen und österreichischen Pharmakopoe. Vogel, Leipzig 1890. Weitere Auflagen (ebenda): 4. Aufl. 1901, 10. Aufl. 1913, 15. Aufl. 1922.
- Mittheilung über die Wirkungen des Fluornatrium. In: Archiv für experimentelle Pathologie und Pharmakologie. 27/1, 1890, S. 108–118 (doi:10.1007/BF01833393, Artikelanfang frei abrufbar).
- Anleitung zu chemisch-diagnostischen Untersuchungen am Krankenbette. Rieger, München 1885. 10. Auflage. Rieger, München 1914. 11. Auflage 1920.
- Über die Wirkung fluoreszierender Stoffe auf Infusorien nach Versuchen von Raab. In: Münchner Medizinische Wochenschrift. Band 1, 1900, S. 5–7.
- mit Albert Jodlbauer: Über die Wirkung der photodynamischen (fluoreszierenden) Stoffe auf Infusorien. In: Deutsches Archiv der Klinischen Medizin. Band 80, 1904, S. 427–487.
- mit Albert Jodlbauer (Hrsg.): Die sensibilisierende Wirkung fluorescierender Substanzen. Gesammelte Untersuchungen über die photodynamische Erscheinung. Aus dem Pharmakologischen Institut der Universität München. Vogel, Leipzig 1907.
- Vergleichende Untersuchung einiger Mineralwässer und deren Ersatz durch die künstliche Mineralwasser-Salze von Dr. Sandow. In: Veröffentlichungen der Zentralstelle für Balneologie. Band 3, Heft 5. Ministerium des Innern, Berlin 1918, S. 97–127.
- Taschenbuch der allgemeinen Chirurgie. Klinkhardt, Leipzig 1922.